# (9977) 1994 AH
(9977) 1994 AH là một tiểu hành tinh dạng C vành đai chính. Nó bay quanh Mặt Trời theo chu kỳ 5.03 năm.
Nó được khám phá bởi T. Kobayashi ngày 2 tháng 1 năm 1994. Tên chỉ định của nó là 1994 AH.